# كولي خدا كرم (الريف الشرقي)
كولي خدا كرم (بالفارسية: کولی‌خداکرم) هي منطقة سكنية تقع في إيران في قسم الريف الشرقي الريفي. يقدر عدد سكانها بـ 46 نسمة بحسب إحصاء 2016.